# 37 Days
37 Days – czwarty album studyjny amerykańskiej piosenkarki Beth Hart. Wydawnictwo ukazało się 6 sierpnia 2007 roku nakładem wytwórni muzycznej Universal Music. Płyta została wyprodukowana przez samą piosenkarkę, którą w nagraniach wsparli basista Tom Lilly, organista Walter Thompson, perkusista Todd Wolf oraz gitarzysta Jon Nichols. 
Album dotarł do 1. miejsca duńskiej listy przebojów – Tracklisten. 15 sierpnia 2007 roku płyta uzyskała w Danii status złotej sprzedając się w nakładzie 10 tys. egzemplarzy. Wydawnictwo trafiło ponadto na listy przebojów w Holandii i Norwegii. 

## Lista utworów
Opracowano na podstawie materiału źródłowego.
| Nr  | Tytuł utworu       | Autorzy                                      | Długość |
| --- | ------------------ | -------------------------------------------- | ------- |
| 1.  | „Good as It Gets”  | Beth Hart                                    | 3:57    |
| 2.  | „Jealousy”         | Beth Hart                                    | 4:29    |
| 3.  | „One Eyed Chicken” | Beth Hart, Jon Nichols                       | 4:52    |
| 4.  | „Over You”         | Beth Hart, James Thomas, Rune Westberg       | 4:19    |
| 5.  | „Sick”             | Beth Hart, Jon Nichols                       | 4:37    |
| 6.  | „Face Forward”     | Beth Hart, Jon Nichols, Todd Wolf, Tom Lilly | 2:45    |
| 7.  | „Soul Shine”       | Warren Haynes                                | 4:31    |
| 8.  | „Forever Young”    | Beth Hart, James Thomas                      | 4:10    |
| 9.  | „Easy”             | Beth Hart, James Thomas, Rune Westberg       | 6:04    |
| 10. | „Heaven Look Down” | Beth Hart                                    | 3:20    |
| 11. | „Missing You”      | Beth Hart                                    | 4:31    |
| 12. | „Waterfalls”       | Beth Hart, Jon Nichols, Todd Wolf, Tom Lilly | 3:53    |
| 13. | „Crashing Down”    | Beth Hart, Jon Nichols                       | 6:19    |
| 14. | „At the Bottom”    | Beth Hart                                    | 4:53    |
|     |                    |                                              | 1:02:40 |

| Utwory dodatkowe - Recorded Live @ Center Staging, Burbank, California | Utwory dodatkowe - Recorded Live @ Center Staging, Burbank, California | Utwory dodatkowe - Recorded Live @ Center Staging, Burbank, California | Utwory dodatkowe - Recorded Live @ Center Staging, Burbank, California |
| Nr                                                                     | Tytuł utworu                                                           | Autorzy                                                                | Długość                                                                |
| ---------------------------------------------------------------------- | ---------------------------------------------------------------------- | ---------------------------------------------------------------------- | ---------------------------------------------------------------------- |
| 1.                                                                     | „L.A. Song”                                                            | Beth Hart                                                              | 4:07                                                                   |
| 2.                                                                     | „Learning To Live”                                                     | Beth Hart, Thomas James, Rune Westberg                                 | 4:14                                                                   |
| 3.                                                                     | „Leave The Light On”                                                   | Beth Hart, Oliver Leiber                                               | 4:02                                                                   |
|                                                                        |                                                                        |                                                                        | 12:23                                                                  |

## Listy sprzedaży
| Lista       | Kraj     | Pozycja | Status      |
| ----------- | -------- | ------- | ----------- |
| Tracklisten | Dania    | 1       | złota płyta |
| MegaCharts  | Holandia | 14      |             |
| VG-Lista    | Norwegia | 18      |             |

## Wydania
| Rok  | Nr katalogowy | Format                    | Wytwórnia                                           | Region   | Źródło |
| ---- | ------------- | ------------------------- | --------------------------------------------------- | -------- | ------ |
| 2007 | UMD 174 235 1 | CD, Album                 | Universal Music Group                               | Dania    | [ 6 ]  |
| 2007 | 334 34023     | CD, Album                 | Bonnier Amigo Music Norway AS                       | Norwegia | [ 6 ]  |
| 2007 | 174 393-5     | CD, Album, Sup            | Universal Music Group                               | Europa   | [ 6 ]  |
| 2008 | PRD 7258 2    | CD, Album                 | Provogue                                            | Holandia | [ 6 ]  |
| 2008 | HFCD-0060     | CD, Album                 | Smartfeller, Inc. And David Wolff Productions, Inc. | Europa   | [ 6 ]  |
| 2008 | 174 393-5     | CD, Album                 | Universal Music B.V.                                | Niemcy   | [ 6 ]  |
| 2012 | MOVLP485      | 2xLP, Album, RE           | Music On Vinyl                                      | Europa   | [ 6 ]  |
| 2015 | PRD 7258 1    | 2xLP, Album, Ltd, RE, 180 | Provogue                                            | Europa   | [ 6 ]  |